# Ryōtei

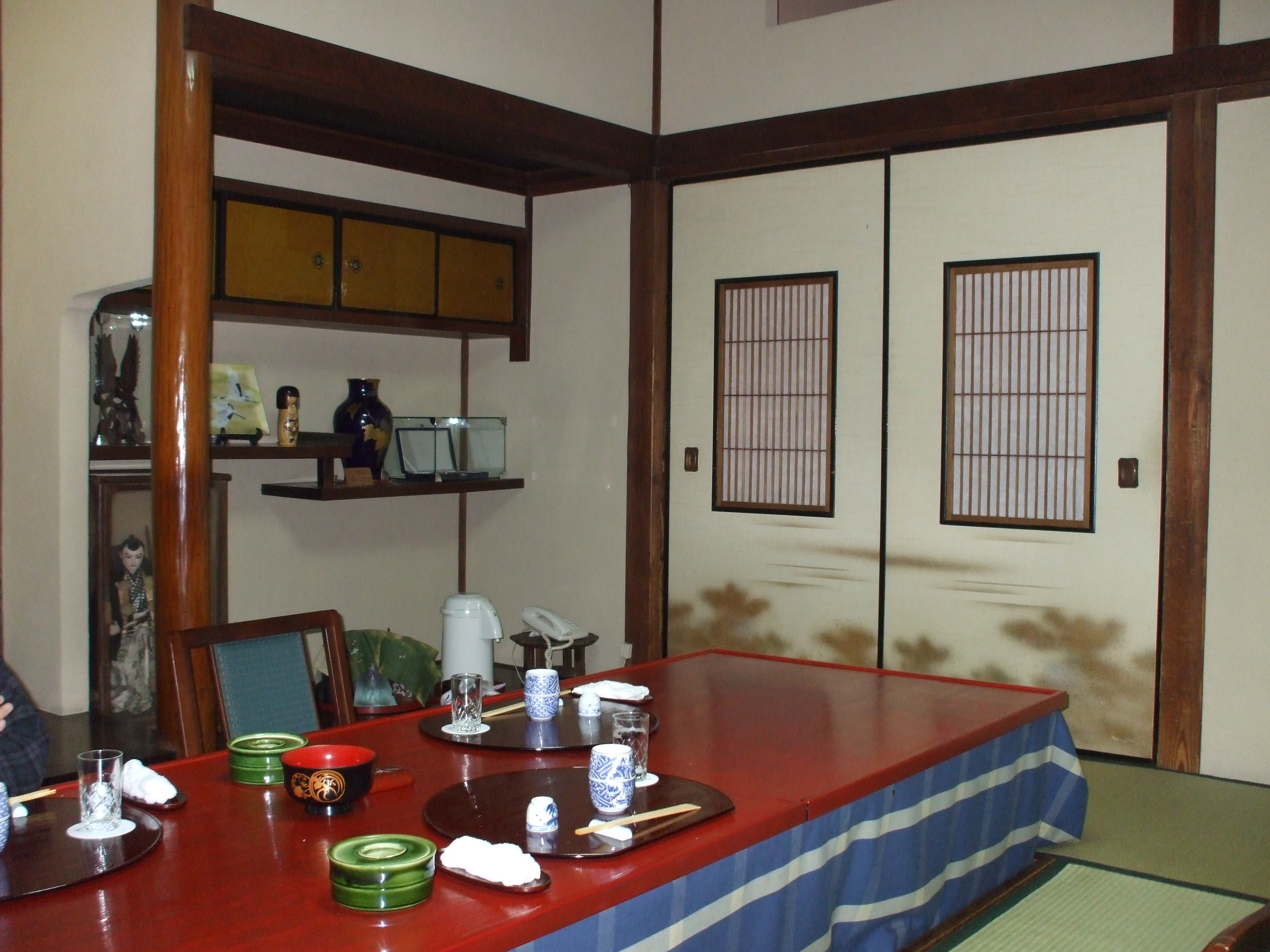
Một ryōtei ở Nhật Bản (Komatsu)

Ryōtei (料亭 Liệu Đình) là loại nhà hàng truyền thống của Nhật Bản. Theo truyền thống ryōtei chỉ chấp nhận khách hàng mới do geisha làm quen và chiêu đãi nhưng không phải lúc nào cũng đúng nhất là trong thời hiện đại. Ryōtei thường là nơi diễn ra các cuộc họp chính trị hoặc kinh doanh cấp cao một cách kín đáo. Tại Kanazawa, ryōtei cạnh tranh để bán những bữa ăn osechi mang về với mức giá cao nhất trong năm mới, một thông lệ đã có từ hàng thế kỷ nay. Vào thập niên 1840, Mạc phủ đã sử dụng các gián điệp để theo dõi hoạt động xung quanh ryōtei, do danh tiếng và sự giàu có liên quan đến những người bảo trợ của họ và việc thắt chặt chi tiêu trong thời gian diễn ra cuộc cải cách Tenpō.
Ryōtei phổ biến ở các thị trấn Nhật Bản bất kể quy mô cho đến thập niên 1960, khi việc sử dụng chúng bắt đầu giảm dần để chuyển sang các khách sạn và câu lạc bộ đêm làm nơi kết hợp kinh doanh với giải trí. Năm 1993, Thủ tướng lúc bấy giờ là Hosokawa Morihiro đã tuyên bố ngừng sử dụng ryōtei, khiến loại nhà hàng này không còn phổ biến đối với giới chính khách mà cả các doanh nhân nữa. Việc giảm sử dụng geisha và ryōtei đã khiến tính độc quyền bị nới lỏng và bí mật được sử dụng trong các dịch vụ của họ, chẳng hạn như quảng cáo trên Internet, đăng giá dịch vụ và chấp nhận nhóm khách hàng mới mà không cần tham khảo từ người bảo trợ có uy tín.